# 近鉄18200系電車
18200系電車（18200けいでんしゃ）は、1966年（昭和41年）に近畿日本鉄道が京都線・橿原線系統用に導入した特急用車両である。同年に運行開始した京都駅 - 宇治山田駅間の特急（京伊特急）に対応した狭幅車体の複電圧車両で、京都線系統の特急では初めての完全な新車であった。1987年に団体専用車両に改造され、「あおぞらII」の名称を名乗っていた。
解説の便宜上、本項では18200系の場合は賢島方先頭車の車両番号+F（Formation=編成の略）を編成名として記述する（例：モ18201以下2両編成=18201F）。そのほかに、大阪上本町に向かって右側を「山側」・左側を「海側」と記述する。

## 概要
18200系は、モ18200 (Mc) - ク18300 (Tc) の2両固定編成で、前面貫通型となっている。5編成10両が製造された。
大阪と名古屋を結ぶ名阪特急は東海道新幹線の開業で利用客が減少したが、代わって京都や名古屋を起点とした奈良大和路・伊勢志摩方面への特急利用者が増加し、京都から伊勢志摩への直通列車の必要性が高まってきたことから製造されたものである。当時は伊勢特急車または電算記号（編成記号）の「i」から取ってi特と呼ばれた。この他、鉄道ファンからは製造時期の近い11400系などになぞらえて、ミニエースカーと呼称されることもあった。
京都線や橿原線は、当時車両限界が大阪線などに比べて小さく、また架線電圧が直流600 V（大阪線は1,500 V）であったことから、車体を小さくし、双方の架線電圧に対応させる複電圧車とする必要があった。性能面でも電動車 (Mc) と制御車 (Tc) のMT比を同数としながら、高速性能を保つなどの工夫が施された。これらが評価され、1967年（昭和42年）には鉄道友の会からブルーリボン賞を授与されている。

## 編成
1966年（昭和41年）の竣功当初の諸元に基づく編成表。当該系列は在来京都・橿原線特急車の仕様を踏襲したため、大阪・名古屋線系統の特急車両とは異なり、制御電動車が伊勢（橿原神宮前）方に連結されている。
| 項目＼運転区間 | ← 近鉄難波・京都賢島・橿原神宮前 → | ← 近鉄難波・京都賢島・橿原神宮前 → | ← 近鉄難波・京都賢島・橿原神宮前 → | ← 近鉄難波・京都賢島・橿原神宮前 → | ← 近鉄難波・京都賢島・橿原神宮前 → | ← 近鉄難波・京都賢島・橿原神宮前 → |
| 形式           | ク18300形 (Tc)                     | モ18200形 (Mc)                     |                                    |                                    |                                    |                                    |
| 搭載機器       | MG,CP,◇                            | CON,◇                              |                                    |                                    |                                    |                                    |
| 自重           | 32.0 t                             | 36.0 t                             |                                    |                                    |                                    |                                    |
| 定員           | 56                                 | 60                                 |                                    |                                    |                                    |                                    |
| 車内設備       | 洗面室・トイレ                     | 車内販売準備室                     |                                    |                                    |                                    |                                    |

- 搭載機器欄のCONは制御装置、MGは補助電源装置、CPは電動空気圧縮機、◇はパンタグラフ。

## 構造

### 車体
車体幅は前年に登場した18000系に準じて2,590 mmに抑えられ、全長も18,640 mmとなっており、車体形状も18000系を基本としている。
大和八木駅で大阪発着の阪伊特急との併結運転を行う関係で、従来の特急標識では連結・解放時の取り付け・外しが不便なため、増解結の所要時間短縮を目的として特急標識のデザインが大幅に変更され、貫通扉にはX字形のシルバーエンブレムを取り付け、両側の窓下に電照式で平行四辺形の特急標識（運転席側）と方向板差し（車掌台側）を取り付け、スピード感も強調した。このスタイルは後に10400系の車体更新時や、10000系10007の事故復旧時にも採用されている。また、側面には方向板（サボ）差しが設置されている。
1次車（18201Fと18202F）と2次車では正面形状に若干の違いが存在する。1次車は正面窓が1枚物のパノラミックウィンドウで、2次車は縦桟が入り、2分割された。また、貫通扉のX字形エンブレムが1次車は下寄りで2次車は若干上に位置する。なお、後年、排障器が取り付けられ、顔の印象が変わった。
正面の塗り分けは、本家エースカーの更新時（マンダリンオレンジの割合が増えた）とは異なり、あおぞらIIへの改造まで変更されなかった。

### 車内設備
車内設備は、車両限界による制約が厳しいため回転式クロスシートを断念し、転換式クロスシートを採用したが、構体の側構部分の設計を工夫してその厚さを60 mmにし、通路幅を許容可能な限界ぎりぎりまで削ることで座席そのものの幅は11400系並を確保してある。なお、座席モケットや化粧板など内装の色彩は当時の他の特急車に準じている。なお、後年は12400系に準じてモケット張り替え、カーテン、床材の交換が実施された。
車端部は、モ18200形に車内販売の基地、ク18300形にトイレ・洗面所が設置された。

### 主要機器

#### 主電動機
2両編成で電動車を1両としたことから、主電動機（モーター）は当時の在来線電車用としては最大出力の三菱電機製MB-3127-Aを採用し、これにより125 kW級電動機による全軸駆動の10100系や145 kW級電動機によるMT比2:1の11400系といった新造当時の大阪線特急車群と同等の走行性能を実現した。起動加速度は2.5 km/h/s、1,500 V区間での33.3 ‰上り勾配均衡速度98 km/h、平坦線釣合速度は160 km/hであった。定格速度は全界磁時67 km/h、弱め界磁最終段（37 %）で122 km/hに達する。

#### 制御器
制御装置は三菱電機製の多段電動カム軸式制御器であるABFMで、製造当時の奈良・橿原・京都線で用いられていた600 Vと、大阪線の1,500 Vの双方に対応する複電圧車として設計されていた。後述のとおり抑速制動を備える。

#### 台車
台車は初回製造の18201 - 18301・18202 - 18302編成では近畿車輛製のシュリーレン式KD-63（モ18200形）・63A（ク18300形）が装着されていたが、それ以降では小改良が施されてKD-63B（モ18200形）・C（ク18300形）へ変更された。いずれも揺れ枕上にベローズ式の空気ばねを置いた従来方式ではなく、車体直結のダイヤフラム式空気ばねを採用し、その横剛性を利用することで揺れ枕釣りを廃止した新タイプである。これは18000系第2編成用KD-59で取り入れられた新しい設計をさらに一歩進めたものであり、前述の主電動機とともに以後20年以上に渡る近鉄標準軌特急車のスタンダードを確立した。

#### ブレーキ
ブレーキ（制動）方式は発電制動併用電磁直通制動のHSC-Dで、大阪線の青山峠越えに存在する33 ‰の連続勾配に対応するため、抑速制動を装備する。

#### 集電装置
パンタグラフは編成にPT-4207-A形を2台搭載するが、屋根面積と分散式冷房装置の能力の関係上、680系以来の設計を踏襲し、モ18200形の運転席側とク18300形の連結面側に1台ずつ分散して搭載している。また当時の京都・橿原線の縮小車両限界の制約から、その部分の屋根は低く設計されていた。

#### 冷房装置
冷房装置は、11400系や18000系などと同じく当時の近鉄特急車で標準の東芝製のRPU1103分散式ユニットクーラーを各車に5基ずつ搭載する。

## 改造

### 電圧切替装置の撤去
1969年に京都・橿原線の架線電圧がが600 Vから1500 Vに昇圧された際、翌1970年（昭和45年）3月19日をもって電圧切替部分の撤去工事の竣工届が提出された。

### 団体専用車「あおぞらII」への改造

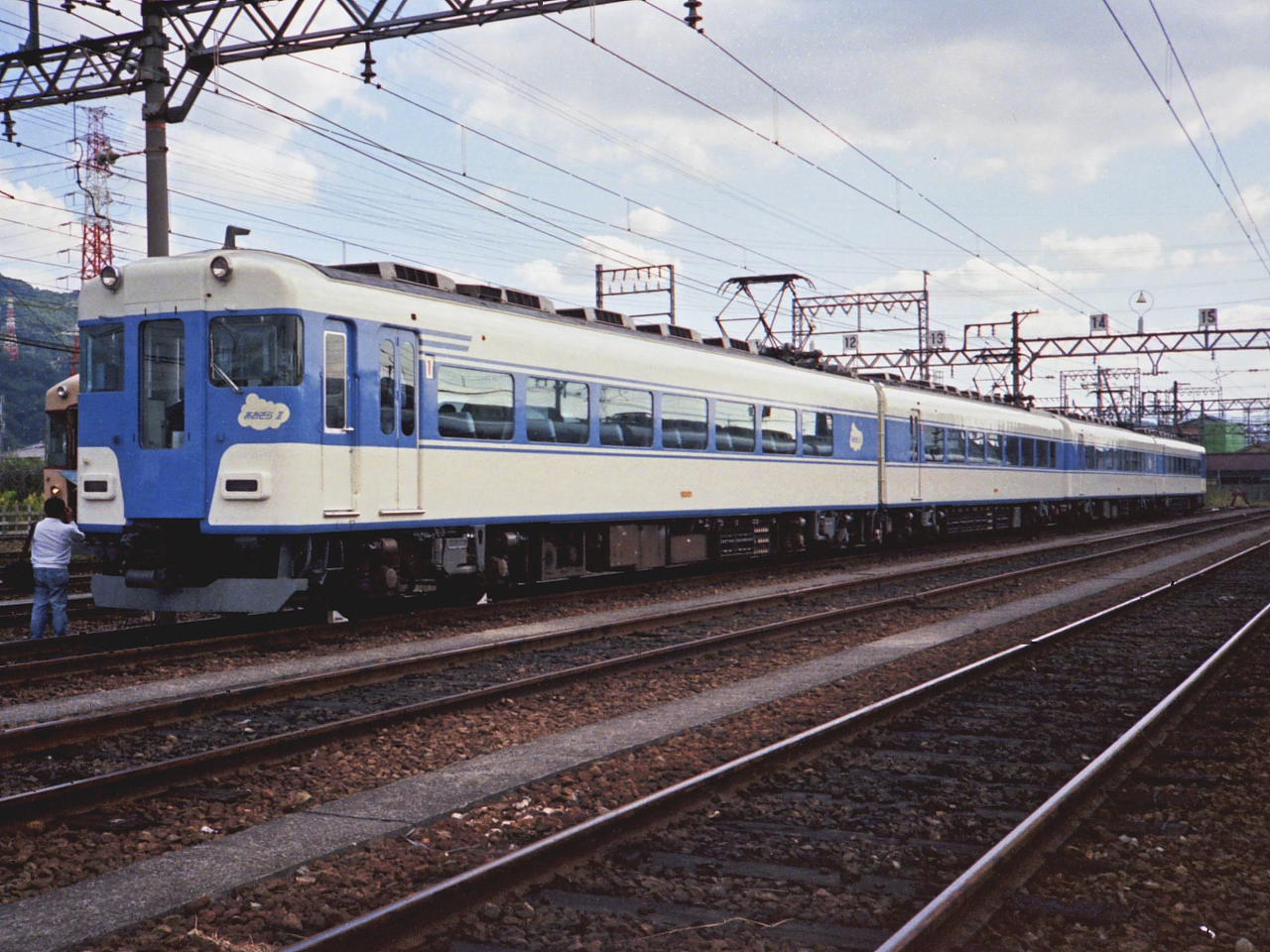
18200系「あおぞらII」

1989年9月5日、それまで修学旅行等の団体輸送で使用してきた20100系あおぞら号が老朽化や非冷房であることを理由に退役することになり、後継の団体専用車両として18200系が改造されることになった。愛称は「あおぞらII」となった。
18200系が選ばれたのは、21000系の就役開始で余剰になったことや、車体幅が小さくリクライニングしない座席設備など特急車としての居住性には難があったことと、10両と少数ながらもまとまった数が在籍していて改造しやすかったためである。
2両4編成を4両2編成に組み換え、残った2両1編成は単独で改造された。改造内容は、中間となる車両は運転台の撤去、先頭車となる車両は、前面形状の改造、車内内装の全面変更、座席の取り替え、トイレの改修、テレビ・ビデオ装置の設置や、運転席には前面展望を映すカメラも装備されるなど、団体専用車両にふさわしい設備となった。また改造に合わせて電算記号が「i」から「Pi」に変更されている。
塗色についてもホワイトを基調にライトブルーの帯を配した色合いに変更。塗色は違うものの塗り分け自体は20100系から踏襲している。運転席側前面窓の下に「あおぞらII」のマークが入れられた。また、車両番号の表示も従来の近鉄標準のもの（書体名不明）からヘルベチカへと変更された。
近鉄では団体専用列車は厳密には特急車ではなく、利用時にも特急料金が不要であるが、性能面では以後の近鉄特急車の基本となった車両であり、走行機器にはほとんど手が加えられなかったため、特急車と何ら変わるところがなかった。

#### 組成変更と改番
改造にあたり、編成の組み替えおよび運転台の撤去を行った。編成の組み替え前と後の車番は下記対照表の通りである。
| 編成名 | 新番号  | 旧番号  | 旧編成名 |
| ------ | ------- | ------- | -------- |
| 18201F | モ18201 | モ18203 | 18203F   |
| 18201F | サ18351 | ク18301 | 18201F   |
| 18201F | モ18251 | モ18201 | 18201F   |
| 18201F | ク18301 | ク18303 | 18203F   |
| 18202F | モ18202 | モ18204 | 18204F   |
| 18202F | サ18352 | ク18302 | 18202F   |
| 18202F | モ18252 | モ18202 | 18202F   |
| 18202F | ク18302 | ク18304 | 18204F   |
| 18203F | モ18203 | モ18205 | 18205F   |
| 18203F | ク18303 | ク18305 | 18205F   |

| 大阪・京都発着編成 名古屋発着編成 | ← 近鉄難波・上本町・京都近鉄奈良・橿原神宮前・天理・賢島・鳥羽・近鉄名古屋 → ← 賢島・鳥羽・近鉄四日市天理・湯の山温泉・近鉄名古屋 → | ← 近鉄難波・上本町・京都近鉄奈良・橿原神宮前・天理・賢島・鳥羽・近鉄名古屋 → ← 賢島・鳥羽・近鉄四日市天理・湯の山温泉・近鉄名古屋 → | ← 近鉄難波・上本町・京都近鉄奈良・橿原神宮前・天理・賢島・鳥羽・近鉄名古屋 → ← 賢島・鳥羽・近鉄四日市天理・湯の山温泉・近鉄名古屋 → | ← 近鉄難波・上本町・京都近鉄奈良・橿原神宮前・天理・賢島・鳥羽・近鉄名古屋 → ← 賢島・鳥羽・近鉄四日市天理・湯の山温泉・近鉄名古屋 → | ← 近鉄難波・上本町・京都近鉄奈良・橿原神宮前・天理・賢島・鳥羽・近鉄名古屋 → ← 賢島・鳥羽・近鉄四日市天理・湯の山温泉・近鉄名古屋 → | ← 近鉄難波・上本町・京都近鉄奈良・橿原神宮前・天理・賢島・鳥羽・近鉄名古屋 → ← 賢島・鳥羽・近鉄四日市天理・湯の山温泉・近鉄名古屋 → | ← 近鉄難波・上本町・京都近鉄奈良・橿原神宮前・天理・賢島・鳥羽・近鉄名古屋 → ← 賢島・鳥羽・近鉄四日市天理・湯の山温泉・近鉄名古屋 → | ← 近鉄難波・上本町・京都近鉄奈良・橿原神宮前・天理・賢島・鳥羽・近鉄名古屋 → ← 賢島・鳥羽・近鉄四日市天理・湯の山温泉・近鉄名古屋 → |
| 18201F - 18202F 4両固定編成       | 形式 | ク18300形 (Tc) | モ18250形 (M) | サ18350形 (T) | モ18200形 (Mc) | | | |
| 18201F - 18202F 4両固定編成       | 搭載機器 | MG,CP,◇ | CON,◇ | MG,CP,◇ | CON,◇ | | | |
| 18201F - 18202F 4両固定編成       | 自重 | 33.0t | 37.0t | 33.0t | 37.0t | | | |
| 18201F - 18202F 4両固定編成       | 定員 | 56 | 60 | 56 | 56 | | | |
| 18201F - 18202F 4両固定編成       | 車内設備 | トイレ | イベントコーナー 冷蔵庫・荷物置場                                                                                                   | トイレ・荷物置場 | 冷蔵庫・荷物置場 | | | |
| 18203F 2両固定編成                | 形式 | ク18300形 (Tc) | モ18200形 (Mc) | | | | | |
| 18203F 2両固定編成                | 定員 | 56 | 56 | | | | | |
| 18203F 2両固定編成                | 車内設備 | トイレ | 冷蔵庫・荷物置場 | | | | | |

## 沿革・運用
1966年（昭和41年）11月に2編成が落成、同年12月20日より京都駅 - 宇治山田駅間の直通特急2往復にて運用を開始した。
1967年（昭和42年）12月20日、当該系列の増備車3編成が落成したことに加え、新ノ口連絡線が完成したことでダイヤ変更を実施。京都駅 - 宇治山田駅間の直通特急は5往復に増発された。加えて、大和八木駅にて上本町から宇治山田へ向かう特急を併結する運用が組まれ、11400系や12000系をはじめとする多様な系列との併結運用が実現した。1969年（昭和44年）9月21日より奈良線、京都線の架線電圧が600 Vから1,500 Vへ昇圧された。
1973年（昭和48年）9月21日、橿原線の軌道中心間隔の拡大工事が完了したことを受けて、この日より12200系等の大型車が京都線、橿原線に入線するようになった。このため、本系列の製造目的であった異なる電圧と建築限界をまたぐ京伊直通の意義は消失したが、本系列はその後も引き続き京伊特急のほか、阪伊特急を中心として運用された。
1971年に大阪線総谷トンネルで発生した近鉄大阪線列車衝突事故では、18205Fが京都行きの編成として事故車の後部（伊勢寄り）に連結されていた。
本系列は京伊特急を中心に運用されたが、1975年（昭和50年）から1981年（昭和56年）頃までは、施設の改良が完了した京都線、橿原線（京伊特急を含む）に収容力の大きい12200系などの大型車を充当する代わりに、当時は利用が低迷していた名阪甲特急（名阪ノンストップ特急）にも使用されることもあった。その後も数回、名阪特急に起用されている。また運用の都合で名伊乙特急にも充当されていたこともあった。
1989年（平成元年）3月17日のダイヤ変更を機に定期特急の運用を退いた。6月より団体専用車両化の工事が開始されるまでの間、臨時特急として連日、小学生の遠足用として運用された。
団体専用車「あおぞらII」への改造後は修学旅行団体を中心に、各種イベント列車にも使われてきたが、中型車体ゆえに定員が少なく、老朽化も進んできたことから、2005年（平成17年）12月より12200系を改装した15200系「あおぞらII」を投入することとなり、本系列は2006年（平成18年）1月いっぱいで営業運転を終了した。その後しばらく18201F・18203Fは高安工場、18202Fは塩浜工場で留置されていたが、3月13日までに10両全車が順次塩浜工場で解体された。